# Flughafen Jaipur

i7
i11
i13
Der ca. 385 m hoch gelegene internationale Flughafen Jaipur (englisch Jaipur International Airport, auch Sanganer Airport) ist ein internationaler Flughafen ca. 12 km (Fahrtstrecke) südlich der Stadt Jaipur in Rajasthan/Nordwestindien. Gemessen am Passagieraufkommen ist er der zehnt- oder elftgrößte Flughafen Indiens.

## Geschichte
Erste Nutzungen eines Flugfeldes fanden wahrscheinlich in den 1940er Jahren durch die Royal Air Force statt. In den darauf folgenden Jahren wurde der Flugplatz vergrößert und zunächst mit einer Start-/Landebahn aus Beton versehen, die später asphaltiert wurde. Im Jahr 2005 erhielt der Flughafen einen internationalen Status; im Jahr 2016 wurde die große Start- und Landebahn auf eine Länge von 3407 m erweitert, um auch Großraumflugzeuge aufnehmen zu können.

## Verbindungen
Verschiedene indische Fluggesellschaften führen mehrmals täglich Linienflüge nach Delhi, Mumbai, Kalkutta, Bangalore, Hyderabad, Ahmedabad und Chennai durch; andere Flugziele sind Pune, Lucknow, Indore, Surat, Amritsar, Chandigarh, Guwahati u. a. Internationale Flüge führen in die Golfstaaten und nach Bangkok.

## Zwischenfälle
- Am 18. Februar 1969 schwenkte eine Douglas DC-3/C-47A-10-DK der Indian Airlines (Luftfahrzeugkennzeichen VT-CJH) beim Start vom Flughafen Jaipur kurz vor dem Abheben nach links. Die Maschine hob ab, berührte aber dann wieder links von der Startbahn den Boden und wurde irreparabel beschädigt. Das Flugzeug war überladen und der Schwerpunkt lag zu weit hinten. Der Start wurde vom Ersten Offizier mit Rückenwind und Seitenwind durchgeführt. Alle 30 Insassen, vier Besatzungsmitglieder und 26 Passagiere, überlebten den Unfall.[2]

- Am 9. August 1971 überrollte eine Vickers Viscount 768D der Indian Airlines (VT-DIX) bei der Landung auf dem Flughafen Jaipur das Landebahnende und wurde irreparabel beschädigt. Es war bereits der dritte Landeversuch; das Flugzeug hatte mit Rückenwind auf der nassen Bahn spät aufgesetzt. Alle 27 Insassen, vier Besatzungsmitglieder und 23 Passagiere, überlebten.[3]

- Am 9. Juni 2002 rutschte eine Dornier 228-201/HAL der Indian Airlines (VT-EJN) auf einem Trainingsflug bei der Landung auf dem Flughafen Jaipur von der Landebahn und wurde irreparabel beschädigt. Alle Besatzungsmitglieder, die einzigen Insassen, überlebten den Unfall.[4]

## Sonstiges
- Betreiber des Flughafens ist seit Oktober 2021 die Adani Group.
- Es gibt zwei Start- und Landebahnen mit 3407 m und 1592 m Länge.